# ネオン川
『ネオン川』（ネオンがわ）は、1966年（昭和41年）7月にバーブ佐竹がリリースしたシングル、ならびに同シングルのA面楽曲のタイトルである。

## 略歴・概要
本シングルは、1965年（昭和40年）にキングレコードから『女心の唄』でデビューしたバーブ佐竹が、同作のヒットを受けた翌1966年にカヴァー曲のシングル盤を頻発していた時期にリリースした、オリジナル楽曲によるシングルである。作詞は横井弘、作曲・編曲佐伯としを、B面は横井の作詞、作曲中野忠晴、編曲上野正雄による『別れ酒』、リリースナンバーはBS-481、定価は330円。同年12月31日、東京・日比谷の東京宝塚劇場で行われた第17回NHK紅白歌合戦に本作で、前年に引き続き2度目の出場を果たした。
1971年（昭和46年）7月に、シングル『稚内ブルース』で同じキングレコードからデビューした原みつるとシャネル・ファイブが、同年にリリースしたファーストアルバム『稚内ブルース』で、バーブ佐竹の『女心の唄』、バーブもカヴァーした三條町子の『かりそめの恋』とともに、本作をカヴァーしている。編曲は船木謙一が行なった。

## 収録曲
1. ネオン川
  - 作詞横井弘 / 作曲・編曲佐伯としを
  - 演奏時間 : 3:47
  - 音楽出版社 : セブンシーズミュージック
2. 別れ酒
  - 作詞横井弘 / 作曲中野忠晴 / 編曲上野正雄
  - 演奏時間 : 3:48
  - 音楽出版社 : セブンシーズミュージック

## カバー[4]
- 金蓮子
- 天童よしみ
- 増位山太志郎
- ちあきなおみ（1989年、アルバム『ちあきなおみ 女の心情』に収録）
- 五木ひろし
- 松山千春（2018年、アルバム『北のうたたち』に収録）

## 註
1. ↑  シングル『ネオン川』、バーブ佐竹、キングレコード、1966年7月、ジャケットの記述。
2. ↑  第17回NHK紅白歌合戦、日本放送協会、2010年9月9日閲覧。
3. 1 2  アルバム『稚内ブルース』、原みつるとシャネル・ファイブ、キングレコード、1971年、ジャケットおよびライナーの記述。
4. ↑  作品データベース検索 検索結果、一般社団法人日本音楽著作権協会 JASRAC、2010年9月9日閲覧。